# Christine Lehmann

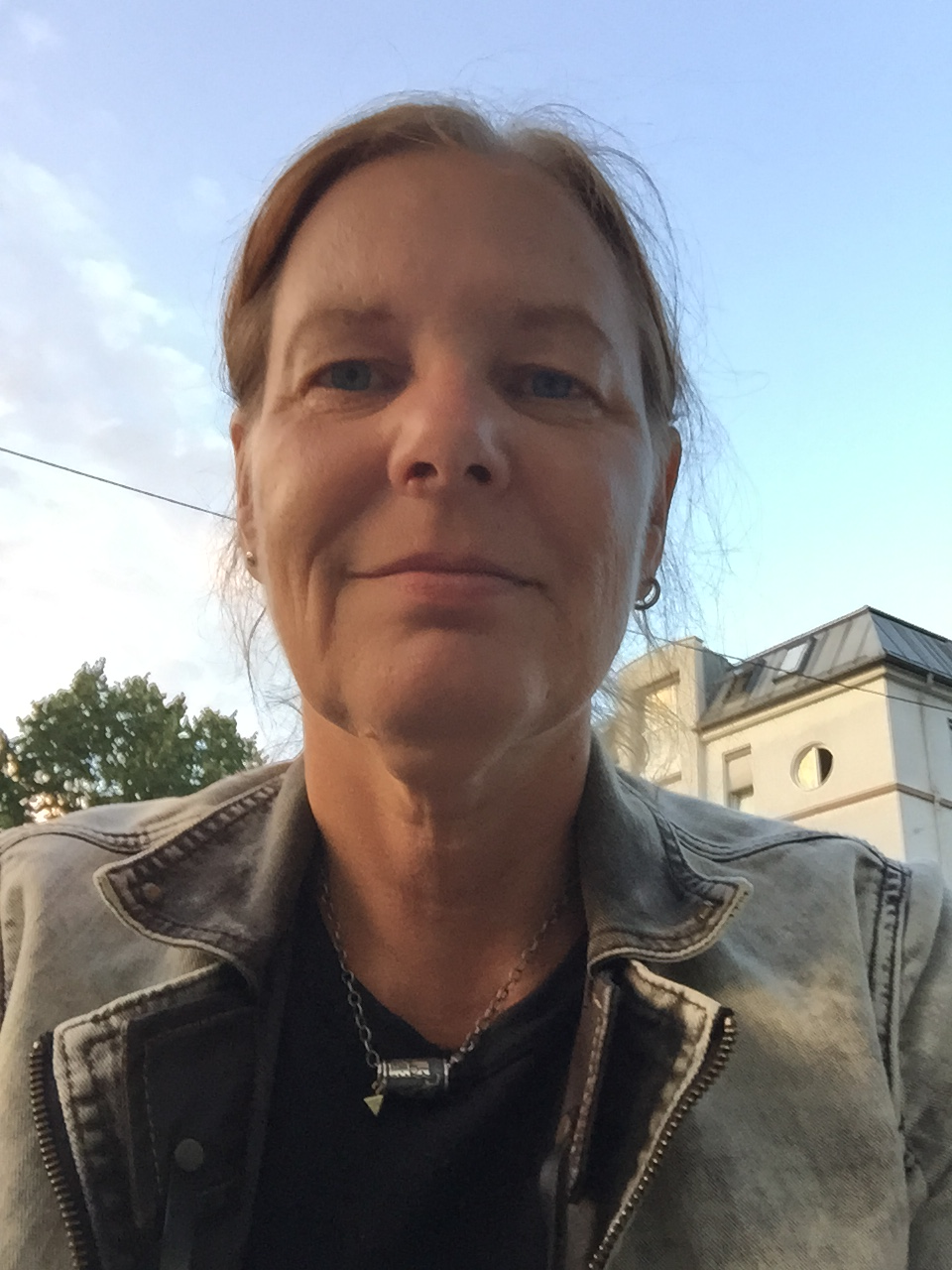
Christine Lehmann 2015

Christine Lehmann (* 23. November 1958 in Genf, auch unter Pseudonym Madeleine Harstall) ist eine deutsche Schriftstellerin. Sie veröffentlicht seit 1994 Krimis, Unterhaltungsromane, historische Romane, Kriminalhörspiele und betreibt Blogs. Von 2015 bis 2024 war sie Stadträtin im Gemeinderat von Stuttgart.

## Leben
Christine Lehmann ist die Tochter des Journalisten und Sachbuchautors Johannes Lehmann. Nach dem Abitur in Stuttgart und nach dem Studium der Literaturwissenschaft und Kunstgeschichte wurde sie über die Frage promoviert, warum die Heldin des bürgerlichen Romans am Schluss meist stirbt. Lehmann war während des Studiums Redakteurin der Literaturzeitschrift Flugasche und hat Essays veröffentlicht. Von 1990 bis 2015 war sie Redakteurin für Nachrichten und Politik beim Südwestrundfunk, dem ehemaligen Süddeutschen Rundfunk. Sie ist verheiratet mit dem Mathematiklehrer und Autor Bertram Maurer. Sie lebt in Stuttgart und Wangen im Allgäu. Sie ist seit 1998 Mitglied des Verbands deutscher Schriftsteller*innen (VS), war Mitglied im Syndikat (Verein deutschsprachiger Kriminalschriftsteller) bis zum Austritt 2014. Sie ist seit 2015 Mitglied bei Herland, dem Zusammenschluss von Autorinnen feministischer und politischer Krimis, und seit 2022 Vorsitzende von Herland n. e. V. Sie ist Mitglied beim PEN Berlin, Mitglied der Wangemer Narrenzunft Kuhschelle weiß-rot, im Stuttgart-Cannstatter Ruderclub und im Ruderclub Lindau. In den Vorstand des Landesbezirks Baden-Württemberg des Verbandes deutscher Schriftsteller*innen wurde sie 2009 zunächst als Beisitzerin und 2013 als Vorsitzende gewählt. 2025 endete der Vorsitz. Seit 2022 ist sie stellvertretende Vorsitzende des Förderkreises der Schriftsteller:innen in Baden-Württemberg und in dessen Jurys tätig. 2013 begann Lehmann das Blog „Radfahren in Stuttgart“, das sich zu einer online-Zeitung für Stuttgarts Radfahrenden entwickelt hat, und wurde von Bündnis 90/Die Grünen in den Bezirksbeirat Stuttgart Süd bestellt, von 2015 bis 2024 war sie Stadträtin im Gemeinderat von Stuttgart. Als Stadträtin war sie Mitglied in der Jury des Johann-Friedrich von Cotta-Literatur- und Übersetzungspreises der Landeshauptstadt Stuttgart, und des Hegel-Preises der Landeshauptstadt Stuttgart.

## Werke
Ihre Kriminalromane hatten zunächst nur mäßigen Erfolg. Der erste Roman Kynopolis (1994) ist ein Hundekrimi. Es folgten Der Masochist (1997), Training mit dem Tod (1998), Der Pferdekuss (1999), die eine Trilogie um die bisexuelle Detektivin Lisa Nerz bilden. Diese vier Romane spielen in Stuttgart und Umgebung. Bei Ariadne in Hamburg ist dann der vierte Lisa Nerz Krimi erschienen: Harte Schule (2005), und Ende desselben Jahres Höhlenangst, ein Krimi, der auf der Schwäbischen Alb spielt. Ab 2006 hat Ariadne außerdem damit begonnen, die ersten drei Rowohlt-Krimis in überarbeiteten Fassungen neu aufzulegen. 2007 erschien der Krimi Allmachtsdackel, in dem es Lehmanns Hauptfiguren, Lisa Nerz und Oberstaatsanwalt Dr. Richard Weber, in Webers Heimatstadt Balingen verschlägt. Im Nachtkrater (2008) verschlägt es Lisa Nerz auf den Mond. Der Krimi spielt zur Hälfte am Bodensee und zur anderen auf einer fiktiven Mondstation am Shackleton-Krater (Südpol). Lehmann hat sich bei der Recherche und Konstruktion der Mondstation vom Institut für Raumfahrtsysteme der Universität Stuttgart helfen lassen. Weitere Krimis führen in die Welt der Parapsychologie (Totensteige), in ein Untersuchungsgefängnis (Die Affen von Cannstatt) oder beschäftigen sich mit veganer Ernährung (Allesfresser).
Lehmanns erfolgreichster Roman war Der Bernsteinfischer (2000), ein Liebesroman, der für die ARD mit dem Schauspieler Heiner Lauterbach in der Hauptrolle verfilmt wurde. Er erzählt die Geschichte eines Fotografen, der sich vor seiner Vergangenheit auf der Insel Hiddensee versteckt. Im Jahr 2003 erschien der Roman Die Racheengel. Die Liebesdiebin erschien im Jahr 2005 und wurde 2006 ins Russische übersetzt. Im Jahr 2007 erschien der Liebesroman Auf den Spuren der Liebe, der einen Blick auf die Mitglieder einer fiktiven Boygroup und ihrer Groupies wirft und in Hamburg, Berlin und auf der Insel Rügen spielt.
In ihren Krimis missachtet Lehmann gängige Rollen- und Verhaltensmuster und probiert in scheinbar banalen Alltagssituationen aus, was passiert, wenn sich die Figuren anders verhalten, als man es üblicherweise erwartet.
Im Jahr 2007 kamen Kriminal-Hörspiele zu Lehmanns Produktion dazu. Es sind im Auftrag des Südwestrundfunks drei Hörspiele für die 2008 neu aufgelegte ARD-weite Hörspiel-Reihe Radio-Tatort entstanden: Himmelreich und Höllental (Sendedatum März 2008), Mordlauf (Sendedatum Juli 2008) und Blutoper (Sendedatum Mai 2011).
Lehmann hat außerdem zwei historische Liebesromane unter dem Pseudonym „Madeleine Harstall“ veröffentlicht. 2004 erschien Das Geheimnis der Gräfinnen (Droemer Knaur). Der Roman behandelt auf der historischen Ebene Leben, Vertreibung und Flucht aus Ostpreußen und spielt in der Gegenwartsebene auf der Halbinsel Fischland-Darß-Zingst an der Ostsee. 2006 folgte Die Brückenbauerin (Droemer Knaur), ein Roman, der sich mit der zu Kriegsende gesprengten Karnin-Brücke von Anklam nach Usedom befasst. Fiktion ist dabei, dass die Brücke von einer Frau gebaut wurde. Lehmann nimmt das Schicksal dieser Brücke zum Anlass, sich nicht nur mit dem Alltagsleben Ende des 19. und Anfang des 20. Jahrhunderts zu beschäftigen. Es geht in dem Roman um das rätselhafte Tunguska-Ereignis und die Erfindungen des Nikola Tesla. 2022 veröffentlichte sie mit dem dokumentarischen Roman „Und jetzt ist Schluss“ die Lebensgeschichte ihrer Mutter von 1930 bis 2020, die auf hunderten von Originalbriefen aus den jeweiligen Jahrzehnten beruht.

## Romane
- 1994 Kynopolis, Goldmann (Hundekrimi), ISBN 3-442-42151-9
- 1997 Der Masochist, Rowohlt (Lisa Nerz, Gewalt in Beziehungen), ISBN 3-499-43271-4
- 1998 Training mit dem Tod, Rowohlt (Fitnesswahn), ISBN 3-499-43288-9
- 1999 Der Pferdekuss, Rowohlt (Reiter-Sadismus), ISBN 3-499-43355-9
- 2000 Der Bernsteinfischer, Heyne Verlag (Liebesroman, der auf Hiddensee spielt, ARD-Verfilmung), ISBN 3-453-18936-1
- 2002 Der Winterwanderer, Knaur (Liebesroman, der in Wangen im Allgäu spielt), ISBN 3-426-62192-4
- 2003 Die Racheengel, Knaur (frecher Liebesroman auf Baltrum), ISBN 3-426-62529-6
- 2005 Die Liebesdiebin, Knaur (Verführungsgemeinheiten an der Ostsee), ISBN 3-426-62916-X, übersetzt ins Russische von Galina Kuklenko, Charkiw / Ukraine, 2007, ISBN 966-343-377-9
- 2005 Harte Schule, Ariadne (Argument) (harter Krimi über Schule und Erziehung), ISBN 3-88619-887-1 (nominiert für die „Agathe“, den Wiesbadener Frauenkrimipreis 2005)
- 2005 Höhlenangst, Ariadne (Argument) (Lisa Nerz steigt in die Höhlen der Schwäbischen Alb), ISBN 3-88619-891-X
- 2006 Vergeltung am Degerloch, Ariadne (Neufassung von Der Masochist), ISBN 3-88619-895-2
- 2006 Gaisburger Schlachthof, Ariadne (Neufassung von Training mit dem Tod), ISBN 3-88619-897-9
- 2007 Allmachtsdackel, Ariadne (Krimi, spielt in der Waagen-Stadt Balingen, handelt von Kühen und Pietisten), ISBN 978-3-88619-899-3. Stand im Juli und August 2007 auf Platz 6 der KrimiWelt-Bestenliste von ARTE und NDR.
- 2007 Auf den Spuren der Liebe, Droemer Knaur (Liebeskrimi über Boygroups und Groupies), ISBN 978-3-426-63634-3.
- 2008 Pferdekuss, Ariadne (Neuauflage), ISBN 978-3-86754-171-8
- 2008 Nachtkrater, Ariadne (Krimi, der zur Hälfte auf dem Mond spielt), ISBN 978-3-86754-173-2[3]
- 2009 Der Ruf des Kolibris, Thienemann (Liebesroman für Mädchen ab 13, der in Kolumbien spielt), ISBN 978-3-522-20023-3
- 2009 Mit Teufelsg’walt, Ariadne (Krimi), ISBN 978-3-86754-179-4
- 2010 Notorisch Nerz, Ariadne (Kurzkrimis, die bereits in anderen Anthologien erschienen sind, s. u.), ISBN 978-3-86754-181-7
- 2010 Malefizkrott, Ariadne, ISBN 978-3-86754-185-5
- 2010 Die Rose von Arabien, Planet Girl Verlag / Thienemann (Liebesroman für Jugendliche), ISBN 978-3-522-50217-7
- 2012 Totensteige, Ariadne, ISBN 978-3-86754-189-3
- 2013 Die Affen von Cannstatt, Argument Verlag, ISBN 978-3-86754-195-4
- 2015 Im Tal der roten Orchidee Plant Girl Verlag / Thienemann (Liebesroman für Jugendliche), ISBN 978-3-522-50402-7
- 2016 Allesfresser, Argument Verlag, ISBN 978-3-86754-211-1
- 2019 Die zweite Welt, Argument Verlag, ISBN 978-3-86754-237-1.
- 2022 Und jetzt ist Schluss, Edition Klöpfer, Kröner Verlag, ISBN 978-3-520-76701-1
- 2024 Alles nicht echt, Argument Verlag, ISBN 978-3867542746

## Sachbücher
- 1991 Das Modell Clarissa : Liebe, Verführung, Sexualität und Tod der Romanheldinnen im 18. Und 19. Jahrhundert, Metzler (Dissertation), ISBN 3-476-00748-0
- 2006 Karl Culmann und die graphische Statik, zus. mit Bertram Maurer, ISBN 3-433-01815-4
- 2010 Von Arsen bis Zielfahndung – Das aktuelle Handbuch für Krimiautorinnen und Neugierige (Christine Lehmann und Manfred Büttner), Ariadne, ISBN 978-3-88619-720-0
- 2024 Velowende. Für eine lebendige Stadt. (Mit Patrick Rérat, Ursula Wyss u. Michael Liebi) rüffer & rub, ISBN 978-3-907351-25-3

## Filme
- Der Bernsteinfischer ARD/degeto EAS 2005

## Hörspiele
- Himmelreich und Höllental, SWR-Produktion 2008, Reihe Radio-Tatort, EAS: März 2008 SWR, BR, SR, WDR, MDR, NDR, Radio Bremen u. a.
- Mordlauf, SWR-Produktion 2008, Reihe Radio-Tatort, EAS: Juli 2008 SWR, BR, SR, WDR, MDR, NDR, Radio Bremen u. a.
- Blutoper, SWR-Produktion 2011, Reihe Radio-Tatort, EAS: Mai 2011 SWR, BR, SR, WDR, MDR, NDR, Radio Bremen u. a.

## Kurzkrimis in Anthologien
- 1999 Wer eine Todsünde mit Tinte befleckte und wer den Buchdruck in Wahrheit erfand. In: Der Dolch des Kaisers. Rowohlt, ISBN 3-499-43362-1
- 2000 Die Sandsteinglocke. In: Der Schuß im Kopf des Architekten. avedition (Frauenkirche in Dresden), ISBN 3-929638-38-X (nominiert für den Wiesbadener Frauenkrimipreis 2001)
- 2001 Das Krippenspiel. In: It's Christmas Crime. Rowohlt. (Tödliche Weihnachten), ISBN 3-499-26465-X
- 2004 Der Frauenkopfmord. In: Mord isch halt a Gschäft, Ariadne (Stuttgart-Anthologie), ISBN 3-88619-884-7
- 2005 Die Not des Zeugen. In: Hotel Terminus, Aufbau (Ein Serienkrimi um ein Hotel), ISBN 3-7466-2113-5
- 2006 Das Vesperbrett. In: Tödlichs Blechle, Ariadne (Stuttgart-Anthologie), ISBN 3-88619-894-4
- 2006 Rotkuss. In: Nur Bacchus war Zeuge – Mörderische Weinkrimis, Emons, ISBN 3-89705-459-0
- 2008 Lisa Nerz fährt Fahrrad. In: A Schwob, a Mord?, Ariadne (Stuttgart-Anthologie), ISBN 978-3-86754-178-7
- 2010 Nonnenhorner Bengel. In: Bis zum letzten Tropfen, Emons (Weinkrimi-Anthologie), ISBN 978-3-89705-765-4.
- 2011 Nackets Luisle. In: Herrgottsbescheißerle, Ariadne (kulinarische Schwabenkrimi-Anthologie), ISBN 978-3-86754-196-1